# Bryoria fremontii
Bryoria fremontii (dnes se můžeme ještě setkat se zastaralým označením Alectoria jubata) je druh lišejníku z čeledi terčovkovité. Tvoří ho temně zbarvená vlákna, která visí z větví stromů. Tato vlákna mohou být až 90 cm dlouhá. Tato vlákna vysycháním postupně tvrdnou. Bryoria fremontii byl velmi často užíván v kulinářství, někde byl považován za pochoutku, někde se k němu uchylovalo jen v dobách hladomoru.
Indiáni v Britské Kolumbii z tohoto lišejníku také šili boty a oblečení. Několik skupin také používalo tento lišejník k léčbě - kmen Okanagan či kmen Nez Perce.
V přírodě se tímto lišejníkem živí v zimě kopytníci (sob polární), poletuška severní (Glaucomys sabrinus) se jím živí a staví z něj hnízdo.